# جنگل لابونوا
جنگل لابونوا (به لاتین: Labūnava Forest) یک جنگل در لیتوانی است که در Kėdainiai District Municipality واقع شده‌است.